# Constantin Beroniade
Constantin Beroniade (n. 28 martie 1883, Slatina – d. ?, ?) a fost un ofițer aviator român cu gradul de general de escadră aeriană, care a fost primul pilot de avioane de vânătoare din România, precum și comandantul primei escadrile de vânătoare a aviației militare române. S-a aflat, de asemenea, printre pionierii aeronauticii românești.
În Primul Război Mondial a luptat atât ca pilot de vânătoare, exercitând pe rând funcția de comandant pentru trei dintre escadrilele de luptă, cât și în calitate de comandant al școlii naționale de pilotaj și observatori aerieni. Atât spre sfârșitul Marelui Război, cât și în perioada operațiilor militare pentru apărarea Marii Uniri, a comandat structuri de suport tehnic, uman și logistic ale aviației militare române.
În perioada interbelică a deținut ca ofițer superior atât funcții operative de comandă în aviația de luptă, cât și funcții de comandă a școliilor de pilotaj. A ocupat de asemenea în respectiva epocă diverse poziții de înalt funcționar în Ministerul de Război, funcții prin intermediul cărora a intervenit în procesul de formare al unei industrii naționale de construcții de aeronave. Atât ca și comandant operativ, cât și ca înalt funcționar, în epoca dintre cele două Războaie Mondiale a intervenit în ce privește organizarea generală a aviației militare din România.
S-a aflat, în calitate de ofițer superior al armatei, printre cei care și-au dat concursul la revenirea regelui Carol al II-lea în România.

## Formarea
Viitorul aviator s-a născut la Slatina la data de 28 martie 1883, ca fiu al lui Dumitru și Gheorghița Beroniade.
Atras de haina militară, după ce la 25 noiembrie 1889 a fost admis la Școala Fiilor de Militari din Craiova, a abolvit respectiva instituție de învățământ în anul 1903. La 1 iulie 1903 a fosta admis la Școala Specială de Cavalerie, pe care a absolvit-o cu gradul de sublocotenent, la 1 iulie 1905.

## Cariera
Serios, inteligent și devotat carierei militare, a fost caracterizat totuși de un oarecare spirit rebel. Curajos, cu o bună pregătire militară, bun organizator și un bun comandant prin calitățile și aptitudinile sale, a fost unul dintre pionierii aeronauticii românești.

### Anii premergători Primului Război Mondial
După absolvirea Școlii Speciale de Cavalerie, de la 1 iulie 1905 a servit în Regimentul 8 Călărași până la 1 aprilie 1908, când a fost transferat la Regimentul 12 Călărași. Aci a fost încadrat până la 10 mai 1909, când odată cu înaintarea sa la gradul de locotenent, a fost transferat la Regimentul 9 Călărași.
Doritor de o schimbare a carierei sale, a ales să devină aviator militar, astfel că a fost detașat la Școala de Aviație din cadrul Batalionului de Căi Ferate, la 1 martie 1912. Aici a devenit unul dintre cei mai buni piloți ai școlii, drept care a fost trimis în anul 1913 la cursuri de pilotaj în Anglia, la Bristol. În același an a obținut acolo la 4 iulie 1913 brevetul de „pilot din străinătate”, zburând pe un monoplan Bristol deasupra Salisbury Plain.
În timpul campaniei din cel de-Al Doilea Război Balcanic nu a participat la lupte, aflându-se în Anglia (cu gradul de locotenent) alături de căpitanul Andrei Popovici și de locotenentul Alexandru Pașcanu, ca membru al unei comisii însărcinate cu recepția unor avioane fabricate la Bristol. La 1 octombrie 1913, în țară a fost înaintat la gradul de căpitan.
La 15 septembrie 1915 a trecut din organica Batalionului de Specialități la Corpul de Aviație, unde a primit comanda unui grup de escadrile. În același an, în luna decembrie a atins înălțimea de zbor de 5.600 metri, ceea ce, pentru România acelor ani a constituit un record de zbor.

### Primul Război Mondial
Mobilizat în cadrul Corpului de Aviație odată cu intrarea României în Primul Război Mondial, s-a evidențiat ca fiind primul aviator român care a pilotat avioane de vânătoare și ca fiind singurul care a atacat avioanele inamice care veneau la București, precum și pe cele ce au atacat la Flămânda, într-o perioadă în care avioanele românești nu erau în mod uzual, înarmate.

#### Campania anului 1916
În timpul campaniei din 1916, la mobilizare Beroniade comanda Grupul 3 Escadrile, subordonat Armate 3 române. Grupul avea baza aeriană la Băneasa și era compus din escadrilele „București” (două avioane M. Farman, două Morane Saulnier și patru Voisin), „Alexandria” și „Budești” (fiecare cu câte un avion M. Farman și unul H. Farman). Între 16/29 august – 14/27 septembrie a preluat comanda Centrului de Instrucție Pipera. Aflat aici, a fost numit comandantul nou-formatei Escadrile de Luptă cu baza la Pipera.
Aceasta a reunit în dotare avioanele Nieuport 11 trimise de francezi, fiind operată de aviatorii francezi locotenent René Chambe⁠(d) și contele sublocotenent Lareinty de Tholozan, alături de sergentul Gilbert Adam, precum și de aviatorii români căpitani Constantin Beroniade și Nicolae Capșa, alături de sublocotenenții Vasile Craiu și Petre Macavei. Trei avioane urmau să fie operate de francezi, în timp ce restul de trei urmau să fie operate prin rotație, de către români.

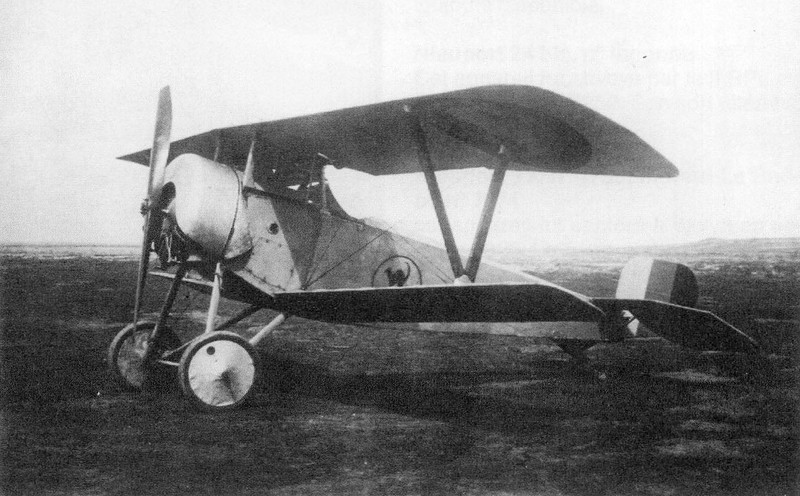
Avion Nieuport 11

Datorită orgoliului lui René Chambe, care a fost avansat locotenent și și-a dorit comanda Escadrilei de Luptă, încă de la început au existat tensiuni între aviatorii francezi și cei români, ceea ce s-a soldat cu plecarea lui Chambe de la aerodrom. Ca efect a apărut o situație penibilă, pentru că în timpul alarmelor rămâneau la sol avionul locotenentului francez și un aviator român, deoarece acesta nu avea dreptul să folosească aparatul respectiv.
La sfârșitul lunii tensiunea din escadrila de la Pipera a atins paroxismul, ca urmare a unei altercații dintre Beroniade și Lareinty de Tholozan. Drept efect al acesteia, francezii Tholozan și Adam au plecat și ei de la Pipera.
După ce în timpul unei alarme, mecanicul lui Beroniade fusese ucis din neatenție de elicea pornită a avionului, sublocotenentul Lareinty de Tholozan a apărut, pentru a-i spune căpitanului român că îi lipsesc gloanțele pentru mitralieră. Avionul respectiv fiind condus exclusiv de către francezi, tocmai ofițerului francez îi revenea însă obligația de a se asigura că are tot ce-i trebuie, astfel că Beroniade a găsit situația absurdă și i-a răspuns sarcastic francezului: „- Nu ai gloanțe pentru mitralieră? Atunci, du-te și te plimbă!”.
Grava criză a fost aplanată cu diplomație de către șeful aeronauticii militare române, prin numirea căpitanului Beroniade în altă funcție, în timp ce locotenentul Chambe a fost promovat drept comandant al Escadrilei de Luptă.
Astfel, în perioada 15/28 septembrie – 14/27 octombrie Beroniade a comandat Grupul de aviație „Brașov”. La 19 septembrie/2 octombrie 1916, Beroniade a pilotat un avion neînarmat, într-o misiune de patrulare și supraveghere ariană executată la altitudine joasă în zona podului de la Flămânda, pe care trupele române treceau Dunărea. Fiind interceptat de un avion inamic de recunoaștere, ofițerul român a reușit făcând manevre agresive, să determine avionul inamic să se retragă.[A] În foaia sa calificativă pe anul 1916, maiorul Gheorghe Rujinschi – în calitate de comandant al Corpului de Aviație, a notat că Beroniade a fost singurul care a atacat avioanele inamice care au venit la București, precum și pe cele care au atacat la Flămânda.
Explicația celor consemnate de Rujinschi se regăsește în faptul că în perioada Operațiunii de la Flămânda, deși avioanele de bombardament germane care decolau de la Razgrad au provocat trupelor române mari pierderi în oameni și tehnică,  bombardându-le continuu, totuși avioanele românești n-au luptat, ele nefiind înarmate. Nici chiar în momentul în care germanii au bombardat aerodromul de la Dadilov, distrugând cinci avioane românești, aviația română nu a reacționat.  La rândul lor, piloții din escadrila rusă au refuzat să angajeze lupta cu aviatorii germani. Singurul avion, care a pornit în întâmpinarea agresorilor, a fost cel pilotat de Constantin Beroniade.
Între 15/28 octombrie – 30 noiembrie/13 decembrie, căpitanul Beroniade a comandat Escadrila de Luptă „Flămânda” (încadrată cu avioane Nieuport și aflată în subordinea Grupului 3 Aviație) și de la 1/14 decembrie Școala Militară de Pilotaj și Observatori de la Bârlad (mutată ulterior la Botoșani la 15 decembrie 1916), în fruntea căreia s-a aflat până la 31 august 1917.

#### Campania anului 1917
Fiind înaintat la 1/14 septembrie 1917 maior, a primit comand Escadrilei de Luptă Nr. 11 „Tecuci”, dotată cu avioane Nieuport. În interval de o lună, escadrila sa a doborât cinci avioane germane, ceea ce i-a adus lui Beroniade felicitări atât din partea comandanților săi direcți, cât și din partea generalului Eremia Grigorescu, care comanda Armata 1.

#### Campania anului 1918
La data de 15/28 ianuarie 1918, a primit comanda Biroului de Aviație al Ministerului Transporturilor, aflat la Odesa, iar la 1/14 aprilie același an, a fost numit comandant al Părții Sedentare din Corpul de Aviație. Ca urmare a semnării de către România a tratatului de pace cu Puterile Centrale, Beroniade a fost demobilizat cu începere de la 30 iunie/13 iulie 1918.

### Operațiile militare pentru apărarea Marii Uniri
La 28 octombrie/10 noiembrie 1918, maiorul Constantin Beroniade a fost remobilizat în funcția de comandant al Rezervei Generale a Aviației și al Atelierelor Aviației. Mutat în luna martie 1919 în Corpul de Aviație, a fost numit membru în Comitetul Consultativ al Aviației și la 9 mai 1919, a fost trimis în misiune în Franța.

### Perioada interbelică
A revenit din Franța la sfârșitul anului 1920, pentru ca pe 1 decembrie să preia comanda Grupului 1 Recunoaștere aeriană. Ulterior, la 1 aprilie 1921, a preluat comanda Grupului 1 Aviație, avansat fiind la gradul de locotenent-colonel. Tot de la aceeași dată a revenit ca și comandant de școală de pilotaj la Centrul de Instruire al Aeronauticii de la Tecuci, funcție pe care a păstrat-o până în anul 1924.
Cooptat la 1 ianuarie 1923 la Direcția Aeronautică din cadrul Ministerului de Război, căreia i-a devenit mai târziu în anul 1932 director, a făcut în aceasta calitate parte în anul 1924, din comitetul tehnic care a decis înființarea Industriei Aeronautice Române, iar în 1938 din comitetul de conducere al acesteia.
Cariera sa a părut că se va încheia în mod dramatic începând cu anul 1925, când asupra sa a planat suspiciunea unei participări pe care ar fi avut-o la „Afacerea Fokker”.[B] Exonerat de către Consiliul de Onoare al Armatei de vină, la 15 noiembrie 1925 a revenit la comanda Grupului 1 Aviație, după care la 1 octombrie 1926 a fost mutat la Arsenalul Aeronautic, pentru a asigura suportul tehnic al Aviației. Plecat de aici în 1927, a preluat din nou comanda unei școli de pilotaj, anume pe cea a Școlii de Perfecționare în Zbor de la Buzău până în 1929.
A revenit la 20 septembrie 1929 într-o funcție operativă, în calitate de comandant al Flotilei de Luptă, unitate la care a activat până în 1931 (în această perioadă a fost înaintat la gradul de colonel, la 1 octombrie 1929). În 1931, a preluat din nou comanda Școlii și a Centrului de Instrucție al Aeronauticii.
S-a aflat, în calitate de ofițer superior, printre cei care și-au dat concursul la revenirea regelui Carol al II-lea în România, conducându-l pe acesta după aterizarea executată pe aeroportul Băneasa, la cazărmile Diviziilor 2 și 9 Vânători.
În 1932 comandorul Beroniade a fost mutat la Subsecretariatul de Stat al Aerului și a preluat în același an, funcția de director general al Direcției Generale a Aerului din cadrul subsecretariatului. De aici a plecat la 1 aprilie 1934 pentru a prelua comanda unei mari unități de aviație, anume pe cea a Escadrei 2 Aeronautică. În acest timp, între 5 decembrie 1934 și 28 iunie 1935 a exercitat conducerea Direcției Aviației Civile.
Apogeul carierei sale militare a fost atins în perioada 1936-1937. Astfel, a fost promovat ca general de escadră aeriană la 24 ianuarie 1936 și a preluat comanda Regiunii 3 Aeronautică între 1 aprilie și 1 iunie 1937, după care a fost trecut în rezervă la 30 septembrie 1937.

## Decorații
| - Medalia jubiliară „Carol I” (10 mai 1906) - Medalia „Avântul Țării” (10 octombrie 1913) - Ordinul rus „Sf. Ana” clasa a III-a (10 iunie 1914) | - Ordinul „Steaua României” în grad de cavaler (29 octombrie 1916) - Ordinul „Steaua României” clasa a IV-a în grad de ofițer. |